# Armbrust
Armbrust (njem. samostrel) je laki ručni raketni bacač za jednokratnu uporabu. Netrzajan je i ne stvara plamen nakon opaljenja tako da se može ispaljivati i iz zatvorenog prostora. Početkom Domovinskog rata jedna manja količina ovih bacača nabavljena je za potrebe Hrvatske vojske. Razvoj bacača započet je 1970. godine u tvrtki Messerschmitt - Bolkow - Blohm. Proizvodnja u ovoj tvornici trajala je do 1988. godine, nakon čega su patentna i proizvodna prava prodana singapurskoj tvrtki Chartered Industries (sadašnji ST Kinetics). Inače, sam naziv Armbrust na njemačkom jeziku znači samostrel.

## Opis bacača
Bacač se sastoji od metalne cijevi, mehanizma za okidanje, ciljnika i dijelova za držanje odnosno nošenje. Ukupna dužina bacača je 850 mm što je bilo slično konkurenciji (britanski LAW80 i švedski AT4 dugački su 1000 mm, ruski RPG-22 dugačak je 850 mm, a Zolja 800 mm). Cijev je tvornički napunjena raketnim projektilom, pogonskim punjenjem, protumasom, te dva klipa. Pogonsko punjenje je smješteno u srednjem dijelu cijevi između spomenutih klipova koji su tijesno priljubljeni uz cijev. Ispred prednjeg klipa je projektil, a iza stražnjeg je protumasa u obliku bloka plastičnih listića. Cijev je na oba kraja djelomično sužena kako bi se spriječilo izlijetanje klipova iz cijevi nakon opaljenja. Mehanizam za okidanje ima piezoelektrični element koji nakon povlačenja okidača generira električni tok potreban za iniciranje pogonskog punjenja. Za držanje odnosno nošenje bacač ima rukohvat okidača, oslonac za rame, ručicu za nošenje i remen. Rukohvat okidača i oslonac za rame se mogu preklapati pri čemu rukohvat u transportnom položaju služi i kao osigurač jer onemogućava neželjeno povlačenje okidača.

## Vanjske poveznice
|  | Zajednički poslužitelj ima stranicu o temi Armbrust    |
|  | Zajednički poslužitelj ima još gradiva o temi Armbrust |

- (en) Armbrust na janes.com  Arhivirana inačica izvorne stranice od 30. kolovoza 2012. (Wayback Machine)